# Fernand Cornez
Fernand Joannes Cornez (Parigi, 19 novembre 1907 – Saint-Avertin, 7 dicembre 1997) è stato un ciclista su strada e ciclocrossista francese.
Professionista tra il 1930 ed il 1938, conta una vittoria di tappa al Tour de France e una al Giro d'Italia.

## Carriera
Corse per l'Alleluia - Wolber, la Genial Lucifer, la O. Egg, la Dei e la Helyett-Hutchinson.
Da dilettante vinse il campionato di Parigi di ciclocross nel 1928 e il campionato francese categoria militari nel 1929. Nelle grandi corse a tappe vinse una tappa al Tour de France: la Digne-les-Bains-Nizza nel 1933 e una tappa al Giro d'Italia nel 1933: la Ascoli Piceno-Riccione. Vinse anche due tappe alla Parigi-Nizza: la Marsiglia-Cannes nel 1933 e nel 1934.
Cornez ha dato il nome ad un tipo di fermapiedi.

## Palmarès

### Strada
- 1929

Campionati francesi, Prova in linea Militari
- 1930

Grand Prix de Vierzon
- 1931

Grand Prix d'Issoire
6ª tappa Grand Prix di Bona
- 1932

Paris-Laigle
- 1933

5ª tappa Parigi-Nizza (Marsiglia > Cannes)
11ª tappa Giro d'Italia (Ascoli Piceno > Riccione)
10ª tappa Tour de France (Digne > Nizza)
- 1934

G.P de Cannes
5ª tappa Parigi-Nizza (Marsiglia > Cannes)

### Ciclocross
- 1928

Campionato di Parigi

## Piazzamenti

### Grandi giri
- Giro d'Italia

1933: 45º
- Tour de France

1932: 54º
1933: 35º

### Classiche
- Milano-Sanremo

1932: 55º